# Museo di San Giovanni (Fivizzano)
Il Museo di San Giovanni è un museo di arte sacra sito in via Umberto I a Fivizzano, in provincia di Massa-Carrara. È ospitato nell'edificio ricostruito dove sorgeva l'antica chiesa di San Giovanni, distrutta dal terremoto del 1920.

## Storia
La chiesa era stata fondata nel 1335 dal nonno di Andreola Bosi (madre di papa Niccolò V), quel Puccio di Duccio della Verrucola Bosi. È da questa chiesa che proviene il famoso parato di fattura rinascimentale fiorentina confezionato nel 1450 per solennizzare la canonizzazione di san Bernardino da Siena voluta da papa Niccolò V e conservato nel Museo del Bargello dal 1937, dopo che fu venduto con insistenza dagli amministratori comunali del tempo per far fronte alle casse disastrate dopo il terremoto. 
Il museo di Fivizzano si compone essenzialmente di due nuclei: uno di opere dell'ex-chiesa di San Giovanni e del relativo convento agostiniano, e un secondo di opere raccolte dagli edifici sacri delle frazioni di Fivizzano, per ragioni conservative e di tutela. 
Al primo nucleo appartengono opere come il San Nicola da Tolentino di Zanobi Machiavelli opera pittorica della metà del secolo XV il cui committente è Bertoli De Orselli de Agnino, famiglia originaria di Agnino  e il monumento funebre in marmo a Leonardo Valazzana, che fu l'illustre agostiniano di origini fivizzanesi che lesse dal pulpito della basilica di Santo Spirito la lettera di scomunica a Gerolamo Savonarola, e il cui monumento è riferibile all'ambito di Jacopo Sansovino. 
Nel museo sono conservati calici argentei di scuola toscana, antifonari miniati del secolo XIV, busti lignei di santi di fattura rinascimentale, candelieri lignei barocchi, pregevoli paramenti sacri. Tra i dipinti un'opera del fivizzanese Stefano Lemmi raffigurante l'Annunciazione, e alcune pale anonime del XVII e XVII secolo (San Sebastiano, Madonna e santi in adorazione della Trinità, Ultima cena). Tra le sculture un piccolo nucleo di opere Andrea Guardi e un gesso di Umberto Bassignani, proveniente dal cimitero comunale.